# Matmata (délégation)
Pour les articles homonymes, voir Matmata.
Matmata est une délégation tunisienne dépendant du gouvernorat de Gabès.
En 2004, elle compte 5 766 habitants dont 2 774 hommes et 2 992 femmes répartis dans 1 395 ménages et 2 083 logements.